# Daniela Maier
Daniela Maier (Furtwangen, 4 de marzo de 1996) es una deportista alemana que compite en esquí acrobático.
Participó en los Juegos Olímpicos de Pekín 2022, obteniendo una medalla de bronce en la prueba de campo a través. Ganó una medalla de bronce en el Campeonato Mundial de Esquí Acrobático de 2025, en la misma prueba.

## Palmarés internacional
| Juegos Olímpicos   | Juegos Olímpicos | Juegos Olímpicos  | Juegos Olímpicos |
| Año                | Lugar            | Medalla           | Prueba           |
| ------------------ | ---------------- | ----------------- | ---------------- |
| 2022               | Pekín (China)    | Medalla de bronce | Campo a través   |
| Campeonato Mundial |                  |                   |                  |
| Año                | Lugar            | Medalla           | Prueba           |
| 2025               | Engadina (Suiza) | Medalla de bronce | Campo a través   |